# Neoechinorhynchus (Neoechinorhynchus) aldrichettae
Neoechinorhynchus (Neoechinorhynchus) aldrichettae is een soort haakworm uit het geslacht Neoechinorhynchus. De worm behoort tot de familie Neoechinorhynchidae. Neoechinorhynchus (Neoechinorhynchus) aldrichettae werd in 1971 ontdekt door Edmonds.